# Changdeokgung
Der Changdeokgung (koreanisch 창덕궁, deutsch etwa „Palast der blühenden Tugend“) auch bekannt als Changdeokgung-Palast oder Changdeok-Palast, befindet sich in einem großen Park im Bezirk Jongno, Seoul, Südkorea. Er ist einer der „Fünf Großen Paläste“, die von den Königen der Joseon-Dynastie (1392–1897) erbaut wurden. Da es östlich des Gyeongbok-Palastes liegt, wird Changdeokgung – zusammen mit Changgyeonggung – auch als „Ostpalast“ (동궐; 東闕; Donggwol). Changdeokgung war der beliebteste Palast vieler Joseon-Könige und behielt viele Elemente aus der Zeit der Drei Königreiche Koreas bei, die nicht in das zeitgenössischere Gyeongbokgung übernommen wurden. Eines dieser Elemente ist die Tatsache, dass sich die Gebäude von Changdeokgung in die natürliche Topographie des Ortes einfügen, anstatt sich ihnen aufzudrängen. Wie die anderen Fünf Großen Paläste in Seoul wurde er während der japanischen Besatzung Koreas (1910–1945) schwer beschädigt. Derzeit sind nur etwa 30 % der ursprünglichen Strukturen des Ostpalastkomplexes (Changdeokgung zusammen mit Changgyeonggung) erhalten.
Der Changdeokgung-Palast gilt als ein repräsentatives Bauwerk der koreanischen Architektur aufgrund seiner einzigartigen räumlichen Komposition, in der er sich in die Natur harmonisch einfügt.
1997 wurde der Palastkomplex von der UNESCO als Weltkulturerbestätte in das UNESCO-Welterbe aufgenommen.

## Geschichte
Changdeokgung war der zweite Palast nach Gyeongbokgung, der 1395 als Hauptpalast gegründet worden war. Inmitten des Streits um den Thron zwischen den Prinzen verschlechterte sich die Autorität von Gyeongbokgung. König Jeongjong, der von Prinz Jeong-an (Yi Bang-won), dem späteren König Taejong, inthronisiert wurde, verlegte die Hauptstadt im Jahr 1400 erneut nach Gaegyeong, der Hauptstadt der Goryeo-Dynastie, unter dem Vorwand ihrer überlegenen geografischen Merkmale, aber tatsächlich, um einen Machtkampf abzuwenden. König Taejong übernahm bald den Thron und kehrte nach Hanseong (dem heutigen Seoul) zurück. Taejong zögerte, den Gyeongbokgung-Palast zu bauen, der von seinem politischen Gegner Jeong Do-jeon erbaut worden war und der Ort war, an dem er seine Halbbrüder für den Thron getötet hatte, und baute daher einen neuen Palast namens Changdeokgung. Der Bau von Changdeokgung begann 1405 und wurde 1412 abgeschlossen. König Seonjo erweiterte das Palastgelände um etwa 500.000 Quadratmeter, einschließlich Huwon.
Der Palast wurde während der japanischen Invasion 1592 niedergebrannt und 1609 von König Seonjo und König Gwanghaegun wieder aufgebaut. Im Jahr 1623 fiel der Palast einem politischen Aufstand gegen Gwanghaegun zum Opfer und brannte erneut nieder. Der Palast ist während seiner gesamten Geschichte des Wiederaufbaus und der Reparatur seinem ursprünglichen Design treu geblieben. Changdeokgung war der Standort des königlichen Hofes und der Regierungssitz bis 1868, als das benachbarte Gyeongbokgung wieder aufgebaut wurde. Der letzte Kaiser Koreas, Sunjong, lebte hier bis zu seinem Tod im Jahr 1926.
Teile des Palastes (insbesondere die Nakseonjae-Halle) dienten bis 1989 als königliche Residenz, als sowohl Prinzessin Deokhye als auch Kronprinzessin Bangja starben. Andere Bewohner nach dem Zweiten Weltkrieg waren Kaiserin Sunjeong (Sunjongs zweite Frau), Kronprinz Yi Un, sein Sohn Yi Gu und Yi Gus Frau Julia Mullock. Die Residenz im Palast in der Nachkriegszeit war jedoch von der Laune der republikanischen Führer abhängig, und nach der koreanischen Befreiung 1945 bedurfte es des Rücktritts von Rhee Syngman, damit ehemalige Mitglieder der kaiserlichen Familie wieder hineingelassen wurden.
Heute gibt es noch 13 Gebäude auf dem Schlossgelände und 28 Pavillons in den Gärten, die insgesamt 45 Hektar einnehmen, und das Gebiet ist als historische Stätte Nr. 122 ausgewiesen. Zu den wichtigsten Gebäuden gehören Donhwamun (erbaut 1412, 1607 umgebaut, mit einer Kupferglocke mit einem Gewicht von 9 oder 8 Tonnen), Injeongjeon (Haupthalle), Seongjeongjeon (Hilfsbüro in der Haupthalle), Huijeongdang (die Privatresidenz des Königs, die später als Konferenzsaal genutzt wurde), Daejojeon (Wohnräume) und Nakseon-jae.

## Architektur

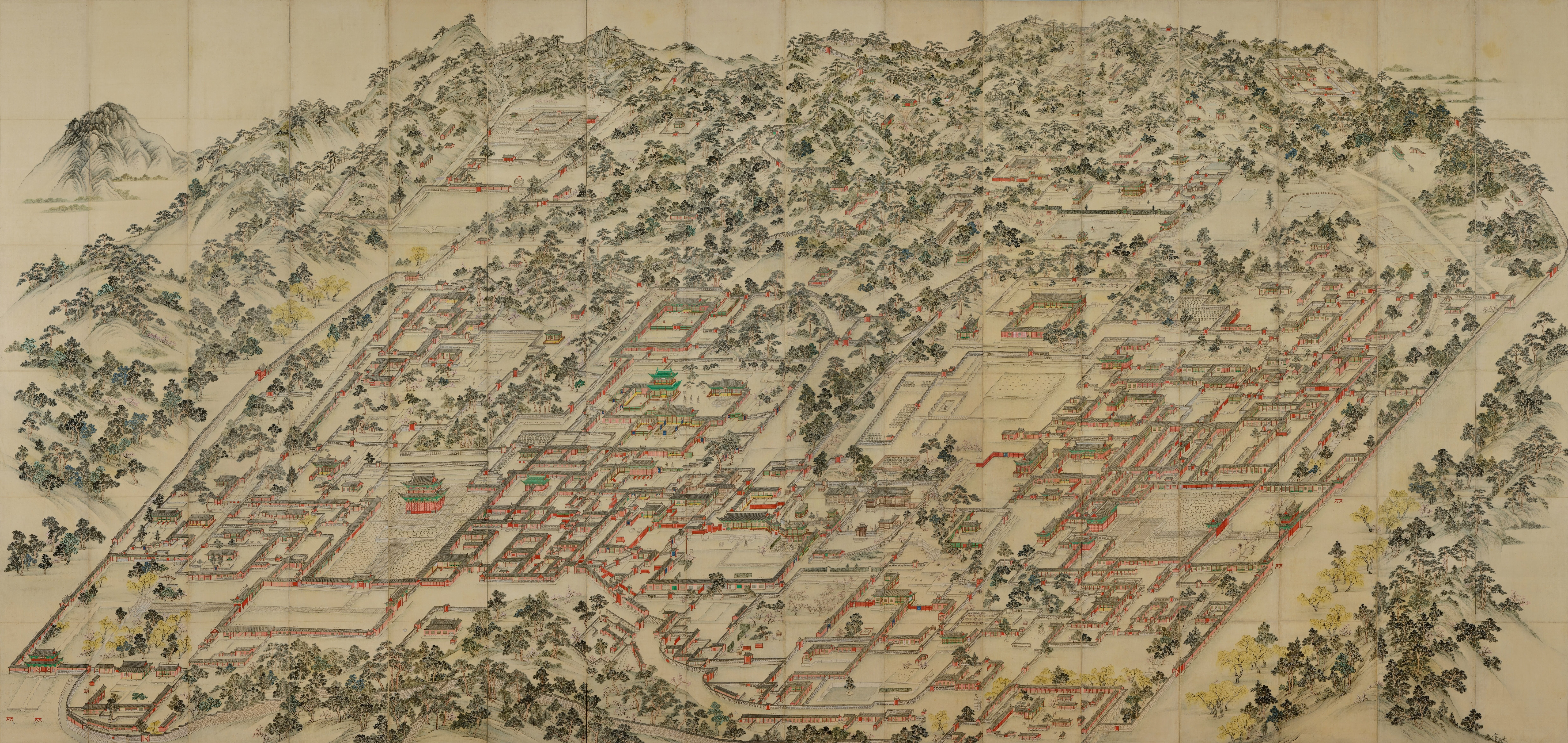
Donggwoldo, Landschaftsmalerei von Changdeokgung und Changgyeonggung

Der Palast wurde zwischen dem Gipfel Maebong des Berges Bugaksan im Hintergrund und dem Fluss Geumcheon gebaut, der vorne vom Prinzip baesanimsu (배산임수; lit. „den Hügel im Rücken, das Wasser im Sichtfeld“) nach den Feng-Shui-Theorien. Im Gegensatz zum Gyeongbokgung, dessen Hauptgebäude nach zeitgenössischen architektonischen Prinzipien angeordnet sind, liegen Gebäude im Changdeokgung nur in Abhängigkeit zueinander, zu den Himmelskörpern und zur natürlichen Topografie. Obwohl seine Struktur auf den ersten Blick ohne erkennbares Muster erscheint, sind alle Gebäude in Harmonie mit der natürlichen Umgebung, die sie umgibt.
Changdeokgung besteht aus dem Verwaltungsbezirk (치조; 治朝; Chijo) mit der Audienzhalle Injeongjeon und dem Arbeitszimmer des Königs Seonjeongjeon, dem Privatbereich (침전; 寢殿; Chimjeon; lit. „Haus des Königsschlafzimmers“), der Residenz Nakseonjae im Osten und dem Garten Huwon jenseits der nördlichen Hügel. Die wichtigen offiziellen Gebäude wie das Injeongjeon, Seonjeongjeon und vieler Regierungsbüros (궐내각사; 闕內各司; Gwollaegaksa) befinden sich in den vorderen Teilen des Palastes, hinter denen sich der königliche Privatanlagen für die königliche Familie befinden. Die Hauptgebäude des Seonjeongjeon, Huijeongdang und Nakseonjae sind von weiteren Gebäuden und Höfen umgeben, falls ein Außenstehender einbricht. Der architektonische Stil des Changdeokgung ist von Einfachheit und Zurückhaltung geprägt, was die Blütezeit der konfuzianischen Ideologie in der Joseon-Ära widerspiegelt. Die Hingabe an den Neokonfuzianismus ermöglichte es dem Adel und den Gelehrten, Prinzipien zu nutzen, um einen bürokratisch geleiteten Staat und eine spezifische soziopolitische Struktur aufrechtzuerhalten.
Hauptattraktion des Changdeokgung ist jedoch der hintere (Huwon) bzw. geheime Garten (Biwon). Er ist ca. 32 ha groß und fügt sich harmonisch in das hügelige Terrain ein. Er beherbergt zahlreiche Pavillons, Lotusteiche sowie unzählige Bäume, von denen heute einige über 300 Jahre alt sind.

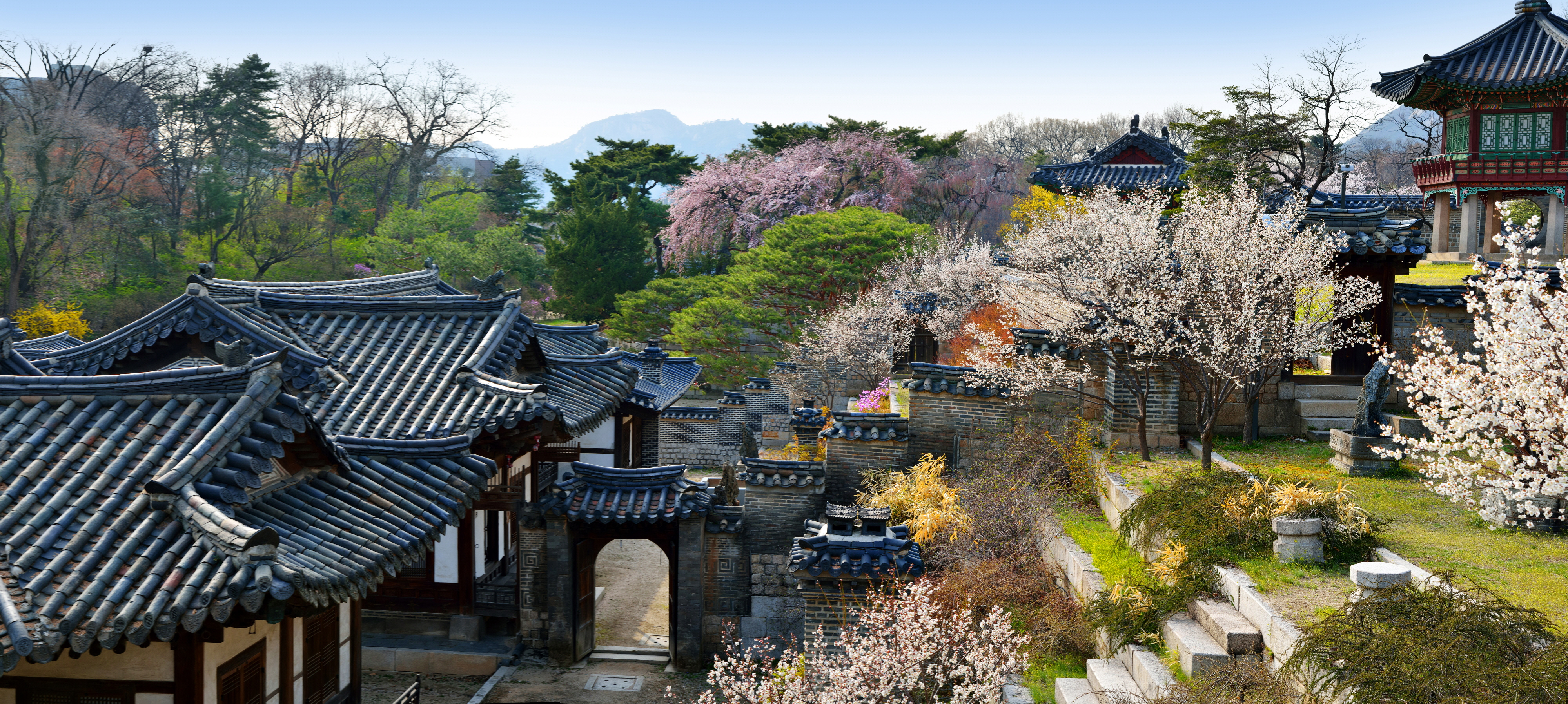
Nakseonjae, Residenz der Königsfamilie

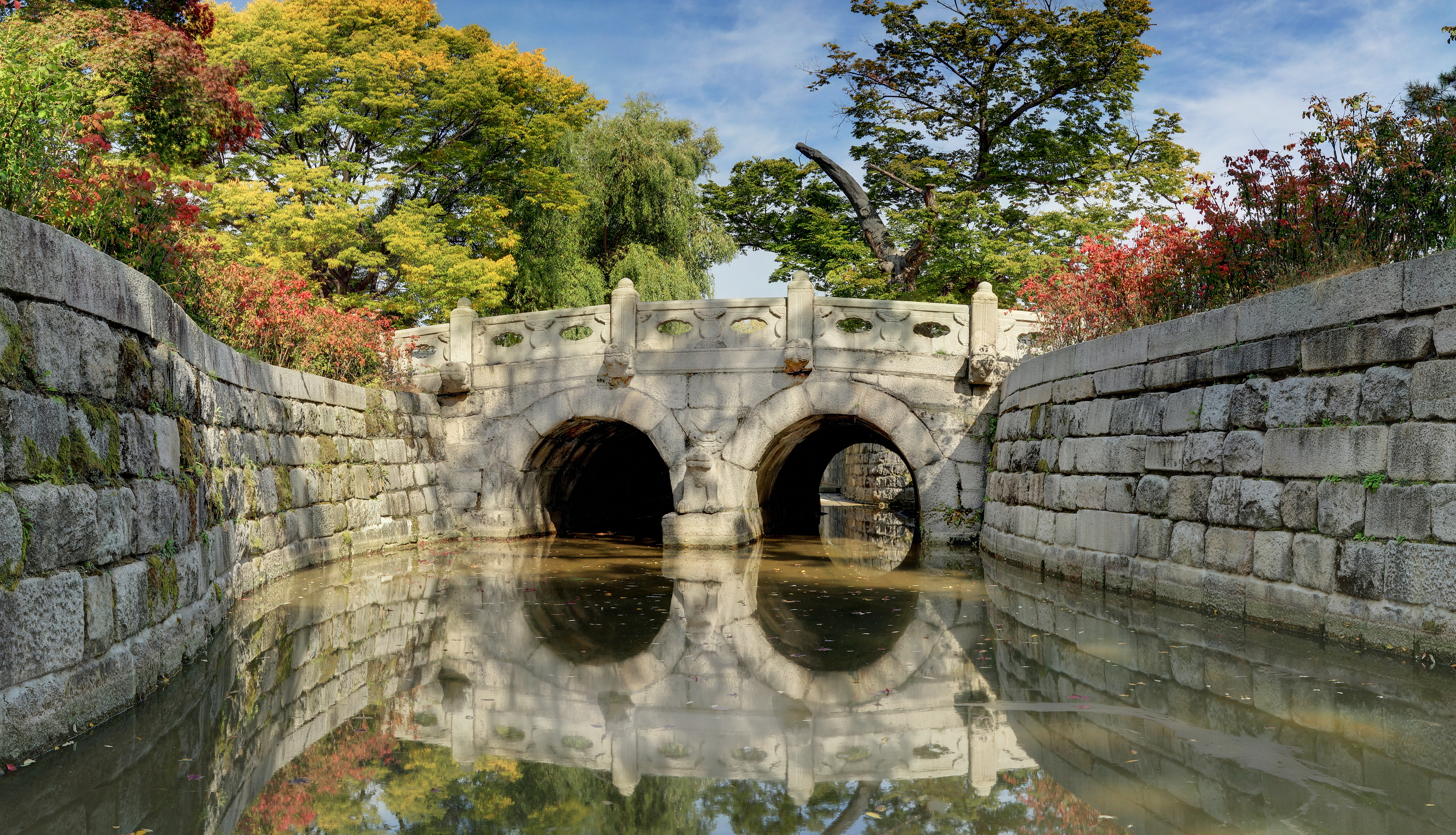
Geumcheongyo-Brücke mit Blick von Kanal

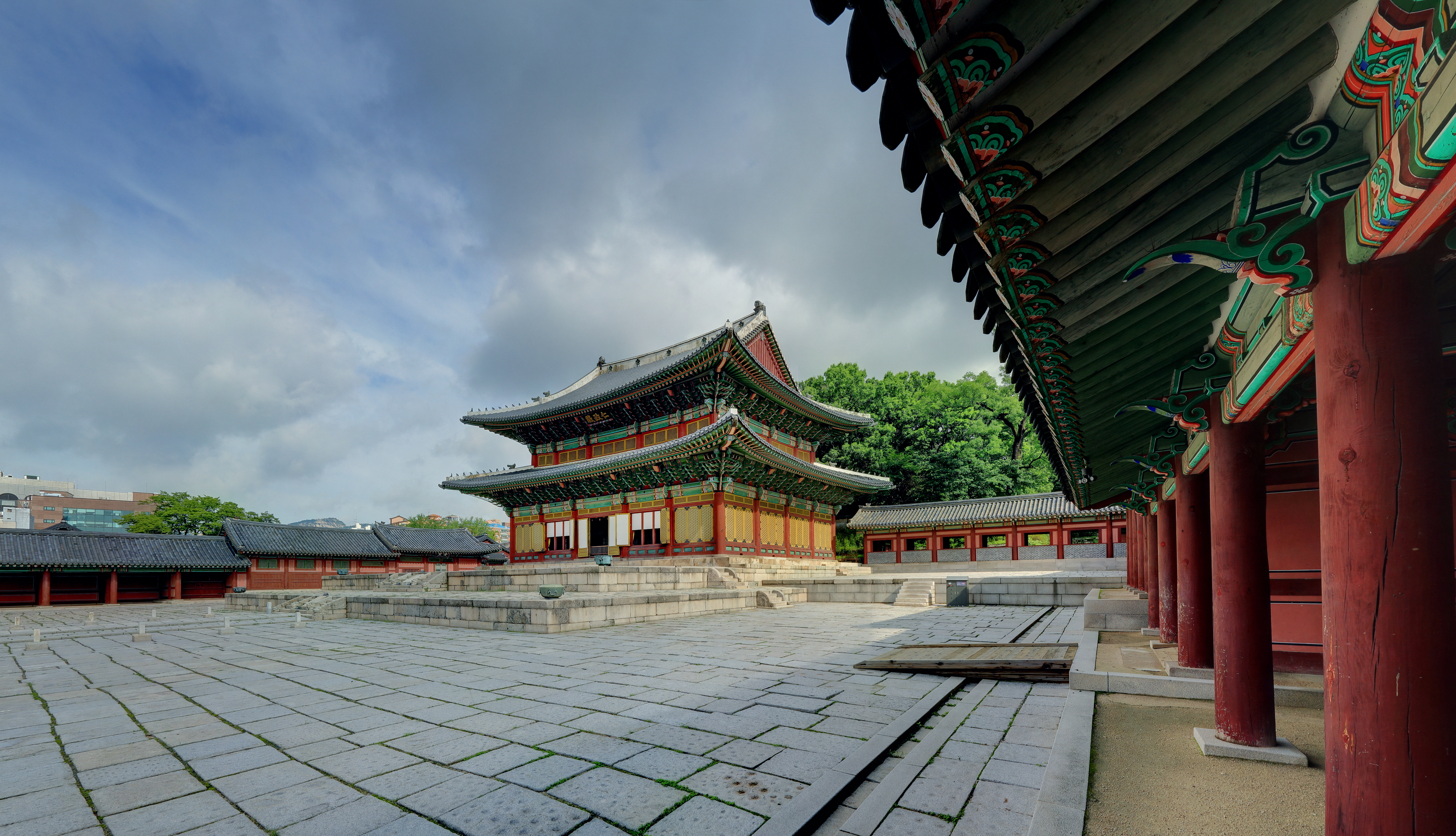
Injeongjeon, Audienzhalle

Zu den Bauwerken von besonderem Interesse gehören:
- Donhwamun-Tor – Das Haupttor des Palastes. Donhwamun wurde 1412 erbaut und hat eine zweistöckige pavillonartige Holzkonstruktion und ist das größte der Palasttore. Donhwamun wurde während der japanischen Invasion von 1592 niedergebrannt und 1608 wiederhergestellt.
- Geumcheongyo-Brücke – Die älteste noch erhaltene Brücke in Seoul. Erbaut 1411.
- Injeongjeon (Nationalschatz) – Der Thronsaal von Changdeokgung wurde für wichtige Staatsangelegenheiten genutzt, darunter die Krönung eines neuen Königs und der Empfang ausländischer Gesandter. Ursprünglich im Jahr 1405 errichtet, wurde der Saal 1610 nach seiner Zerstörung in der japanischen Invasion von 1592 wiederaufgebaut und 1804 erneut, nachdem ein Brand ihn vernichtet hatte.
- Seonjeongjeon – Ein Amtszimmer für Staatsbeamte. Der König führte hier tägliche Besprechungen mit seinen Ministern und erhielt Berichte über Staatsgeschäfte und Seminare.
- Huijeongdang – Ursprünglich war es das Schlafgemach des Königs, doch es wurde zu seinem Arbeitsplatz umfunktioniert, als Seonjeong für die Abwicklung der täglichen Staatsgeschäfte als zu klein befunden wurde. Das originale Huijeongdang fiel 1917 einem Brand zum Opfer. Die neu aufgebaute Struktur weicht aufgrund moderner westlicher Einflüsse stark vom Original ab. Im Inneren des Gebäudes finden sich Holzböden und Teppiche, Glasfenster sowie Kronleuchter.
- Daejojeon – Die offizielle Residenz der Königin, die 1917 einem Brand zum Opfer fiel, wurde mit Materialien aus dem Gyeongbokgung wiedererrichtet. Die Daejojeon-Halle diente als Wohnsitz der letzten Kaiserin von Joseon und gewährt Einblicke in die späten Jahre des königlichen Haushalts der Joseon-Dynastie.
- Juhamnu-Pavillon (Kyujanggak) – In diesem Bereich standen einst die königliche Bibliotheken. Die Huwon-Bibliothek, errichtet 1776 von König Jeongjo von Joseon, einem leidenschaftlichen Leser, diente Beamten zum Lesen und Diskutieren mit Blick auf den Garten. Der erste Stock beherbergt eine Bibliothek und ein Büro, während der zweite Stock einen Lesesaal und einen Konferenzraum umfasst. Staatsexamina fanden hier zu besonderen Anlässen im Beisein des Königs vor dem Pavillon statt.
- Yeongyeongdang Residenz – Es wurde 1827 erbaut und war eine Audienzhalle, die einem typischen Literatenhaus nachempfunden war.

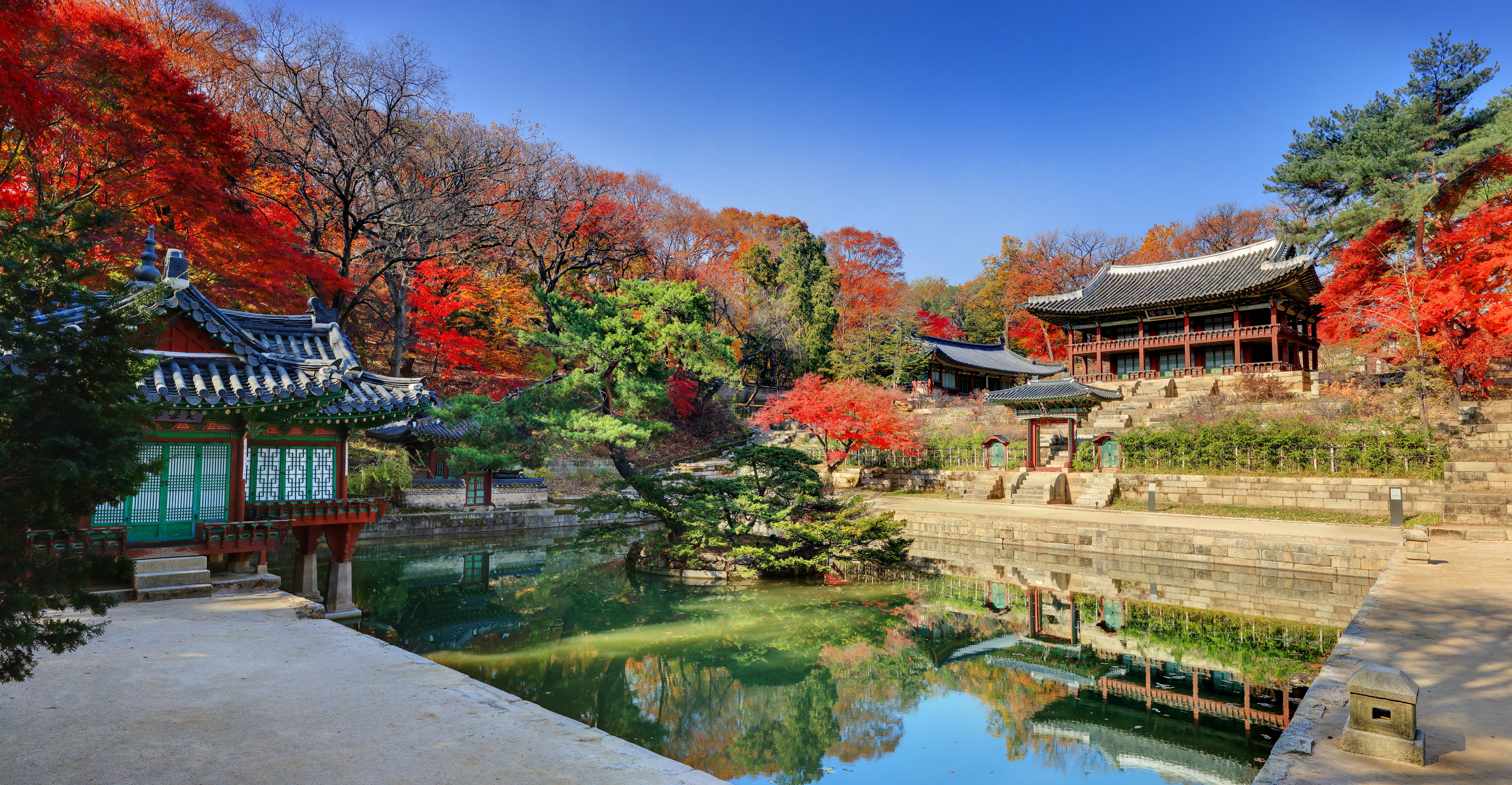
Buyongjeong-Pavillon (Restaurierung vor 2012), Buyeongji-Teich und Juhamnu in der Gegend von Huwon

### Huwon
Hinter dem Palast liegt der 78 Hektar (32 ha) große Huwon (후원, 後苑, dt. „Hinterer Garten“), der ursprünglich für die königliche Familie und die Palastfrauen angelegt wurde. Der Garten umfasst einen Lotusteich, Pavillons und angelegte Gärten, Bäume und Blumen. Es gibt über 26.000 Exemplare von hundert verschiedenen Baumarten im Garten und einige der Bäume hinter dem Palast sind über 300 Jahre alt. Der Garten für den privaten Gebrauch des Königs wurde Geumwon (금원, 禁苑, dt. „Verbotener Garten“) genannt, weil selbst hohe Beamte ihn ohne Erlaubnis des Königs nicht betreten durften. Er wurde auch Naewon (내원, 內苑, dt. „Innerer Garten“) genannt. Heute nennen Koreaner es oft Biwon (비원, 秘院, dt. „Geheimer Garten“), das sich von dem gleichnamigen Amt im späten 19. Jahrhundert ableitet. Obwohl der Garten viele andere Namen hatte, war der in der Joseon-Dynastie am häufigsten verwendete "Huwon".
Im September 2012 wurde der Buyongjeong-Pavillon im Garten nach einem einjährigen Restaurierungsprojekt wiedereröffnet. Der Pavillon wurde nach dem Donggwoldo von 1820, Nationalschatz No. 249, restauriert.
In Huwon fanden zahlreiche vom König veranstaltete Zeremonien statt. Während der frühen Joseon-Dynastie waren militärische Inspektionen, an denen der König beteiligt war, eine häufige Erscheinung. König Sejo ließ Truppen vor sich aufmarschieren und kommandierte sie gelegentlich allein im Garten. Zusätzlich wurden in Huwon Festlichkeiten ausgerichtet, Bogenschießwettbewerbe veranstaltet und Feuerwerke zur Unterhaltung abgefeuert.
Von besonderem Interesse ist das Gebiet Ongnyucheon (옥류천, 玉流川, dt. „Jadestrom“). Es enthält einen U-förmigen Wasserkanal, der 1636 für schwimmende Weinbecher gehauen wurde, mit einem kleinen Wasserfall und einem eingravierten Gedicht auf dem Felsbrocken darüber. Auf dem Gelände befinden sich auch fünf kleine Pavillons.

## Zugänglichkeit
Anfangs in der Geschichte durfte nur das Oberhaupt und Angehörige der königlichen Familie das Tor passieren und seinen Fuß in den „Geheimen Garten“ setzen. Seitdem der Palast seit 1872 kein Herrschersitz mehr ist und im Jahre 1907 grunderneuert wurde, darf die gesamte Weltbevölkerung das geheimnisvolle Grundstück betreten, und sogar „Die Halle der strahlenden Regierung“ sowie die fantasiereichen und großflächigen Gartenareale besuchen, die früher nur der Herrscher betreten durfte.

## Weltkulturerbe
Der Changdeokgung-Palast wurde 1997 aufgrund eines Beschlusses der 21. Sitzung des World Heritage Committee in die Liste des UNESCO-Welterbes eingetragen.
In der Begründung für die Eintragung heißt es unter anderem:

„Changdeokgung ist ein außergewöhnliches Beispiel für fernöstliche Palastarchitektur und -gestaltung, … bei der öffentliche und Wohngebäude in ihre natürliche Umgebung integriert und mit ihr harmonisiert wurden.“

Die Eintragung erfolgte aufgrund der Kriterien (ii), (iii) und (iv).

„(ii): Changdeokgung hatte über viele Jahrhunderte hinweg einen großen Einfluss auf die Entwicklung der koreanischen Architektur, Gartengestaltung, Landschaftsplanung und verwandte Techniken.“

„(iii): Changdeokgung veranschaulicht durch seine Architektur und Landschaftsgestaltung die traditionellen Prinzipien des Pungsu und den Konfuzianismus. Die Auswahl des Standorts und die Umgebung des Palastes beruhten auf Pungsu-Prinzipien, während die Gebäude funktional und symbolisch entsprechend der konfuzianischen Ideologie angelegt wurden, was gemeinsam die einzigartige Weltanschauung der Joseon-Dynastie abbildet.“

„(iv): Changdeokgung ist ein herausragendes Beispiel für ostasiatische Palastarchitektur und Gartengestaltung, die außergewöhnlich ist für die Art und Weise, in der die Gebäude in die natürliche Umgebung integriert und mit ihr harmonisiert werden, wobei sie an die Topographie angepasst sind und die Bedeckung durch einheimische Bäume bewahren.“

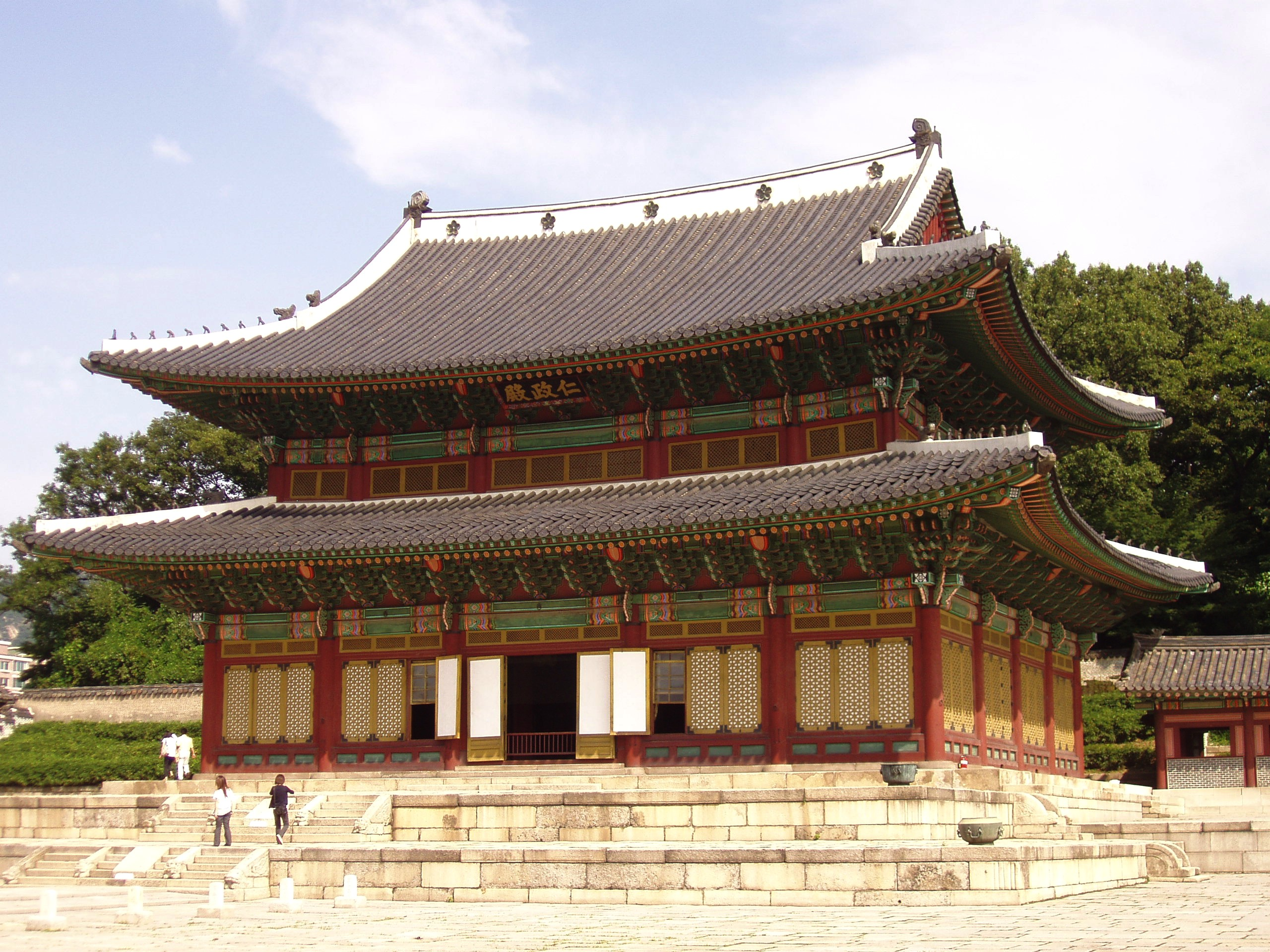
Haupthalle Injeongjeon
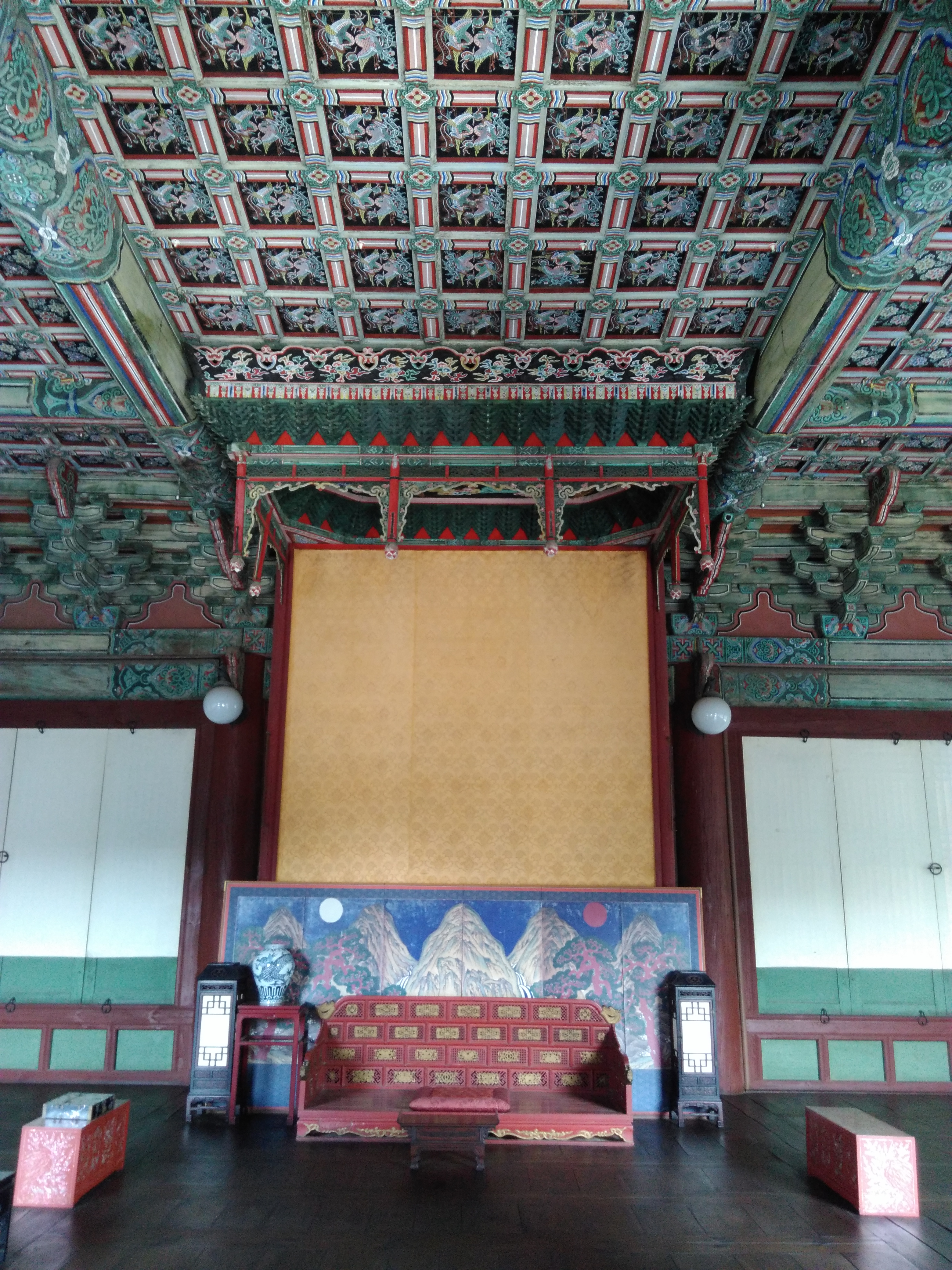
Arbeitszimmer des Königs
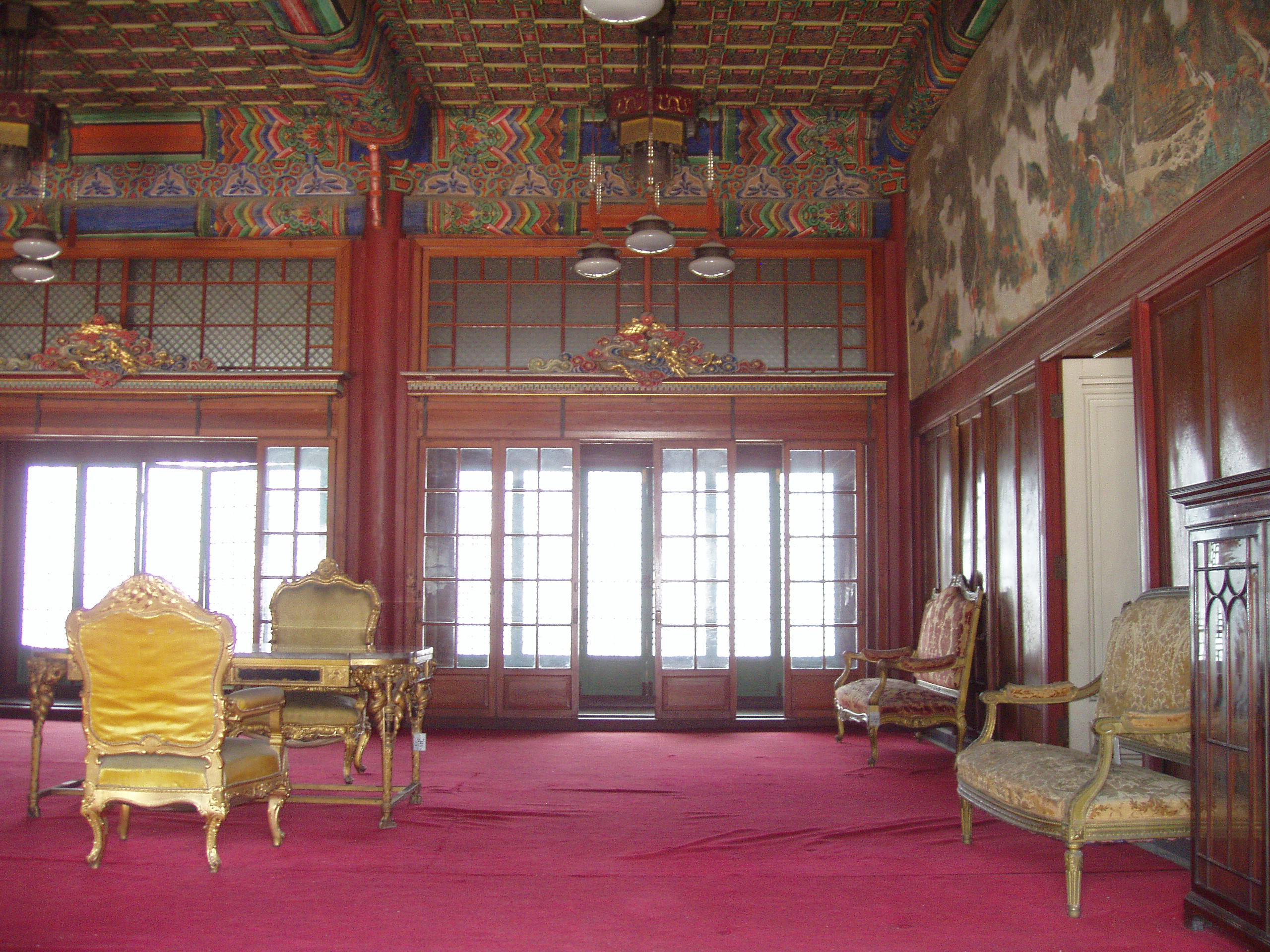
Gemächer des Königs
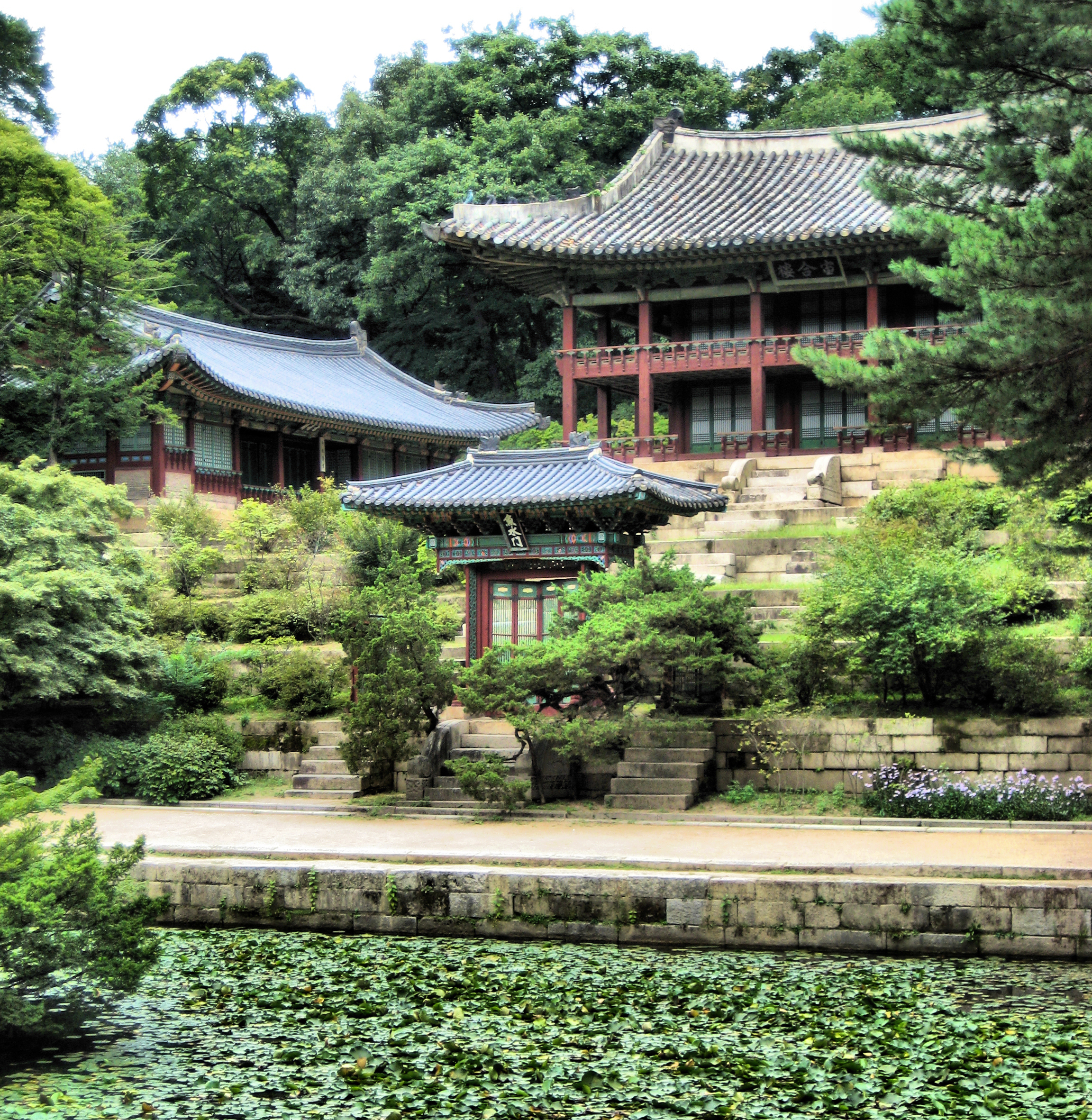
Geheimer Garten

## Rezeption
Ein Pavillon bildet das Vorbild des Berliner Pavillons der Einheit.